# Henri Holgard
Henri Holgard, altresì noto come Henri Holgart (Quevauvillers, 17 dicembre 1884 – Berck, 21 agosto 1927), è stato un calciatore francese, di ruolo attaccante.

## Carriera

### Nazionale
Venne convocato dalla Nazionale francese B che partecipò ai Giochi olimpici del 1908, disputò l'unica partita giocata dalla sua Nazionale in quell'edizione.